# Thác Niagara Shinjuku
Thác Niagara Shinjuku (Nhật: 新宿ナイアガラの滝 Hepburn: Shinjuku Niagara no taki) là đài phun nước tại Công viên Trung tâm Shinjuku của Tokyo, ở Shinjuku, Nhật Bản. Với độ sâu 5m và chiều rộng 38m, thác nước này được hoàn thành vào năm 1982. Tờ Tokyo Weekender đã mô tả vùng nước chỗ này "được đặt tên một cách hào phóng".

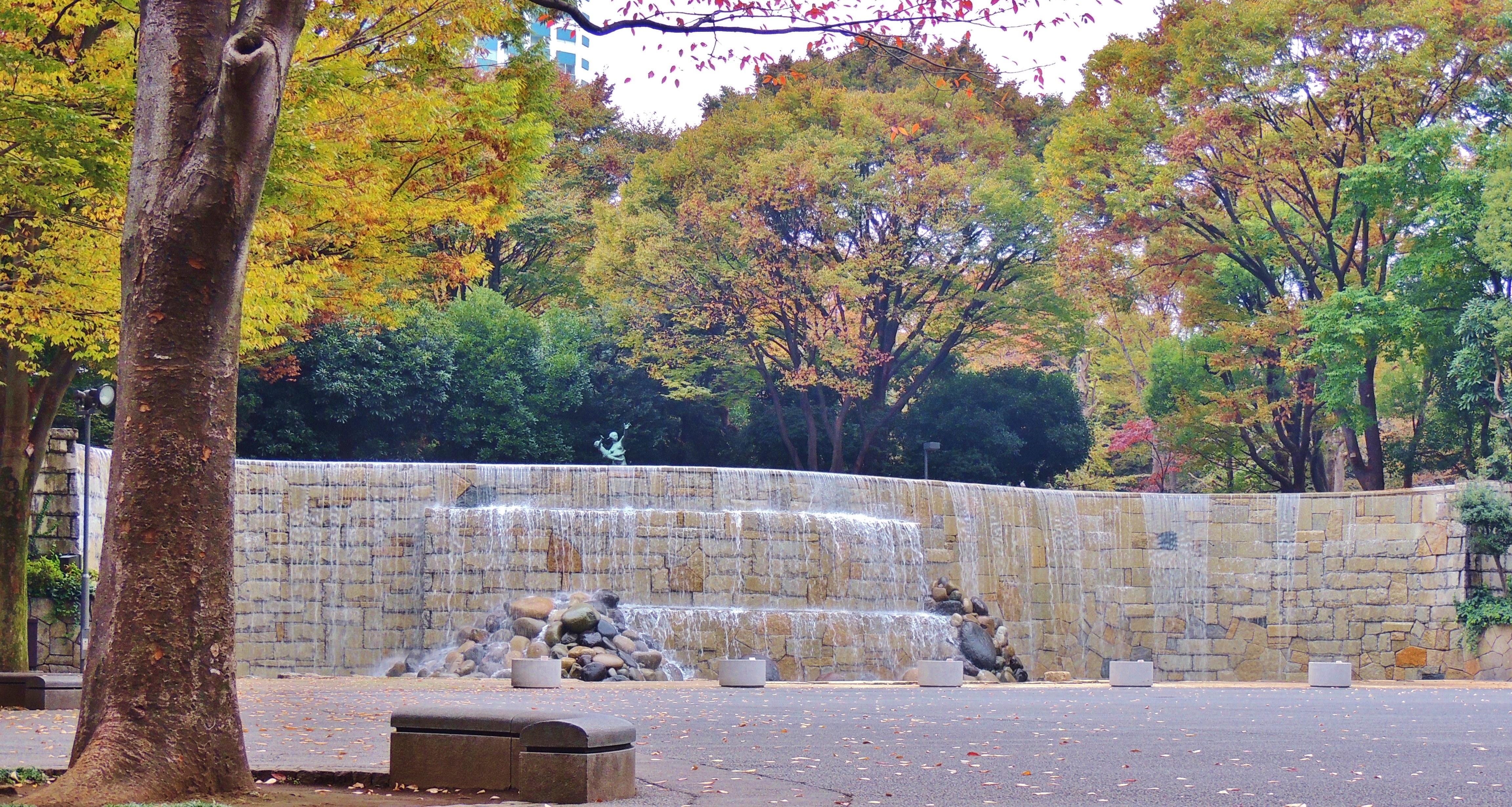
Thác nước năm 2014